# Tower Hill (metropolitana di Londra)
Tower Hill è una stazione delle linee Circle e District della metropolitana di Londra.

## Storia

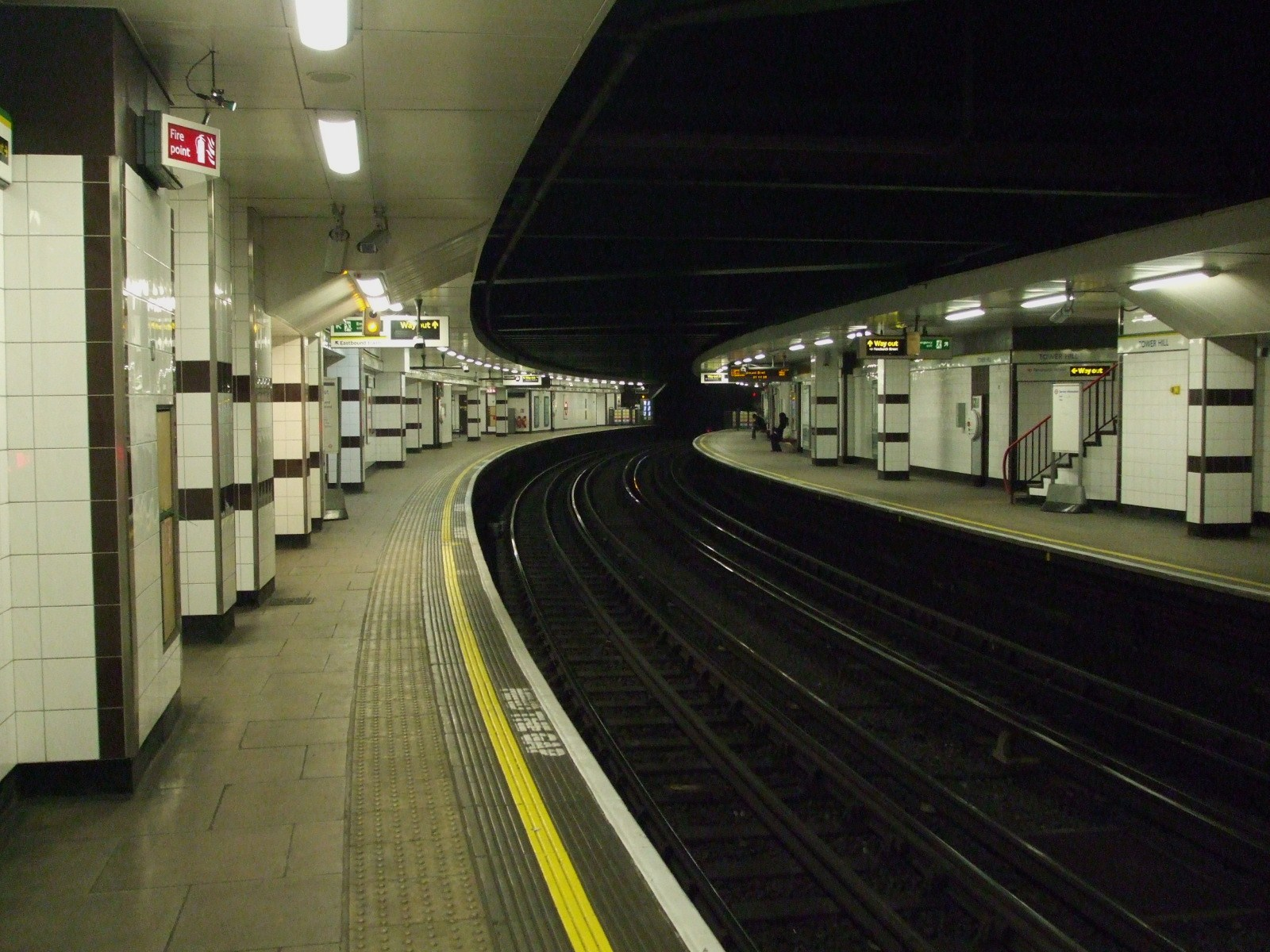
Piattaforma della stazione di Tower Hill in direzione est.

La stazione fu costruita sul sito della vecchia stazione di Tower of London, chiusa nel 1884. Venne inaugurata il 5 febbraio 1967 in concomitanza con la chiusura della vicina stazione di Mark Lane (che a sua volta era stata rinominata "Tower Hill" nel 1946), la quale era diventata troppo piccola rispetto al volume di passeggeri in transito.

## Strutture e impianti
La stazione è stata resa accessibile a passeggeri disabili nel 2016, con l'installazione di due ascensori, nell'ambito del piano della Transport for London di rendere accessibili oltre la metà delle stazioni della rete metropolitana entro il 2018.
La stazione è situata all'interno della Travelcard Zone 1.

## Interscambi
La stazione consente l'interscambio con la stazione di Tower Gateway, della Docklands Light Railway, e con la stazione di Fenchurch Street della National Rail.
Nelle vicinanze della stazione effettuano fermata alcune linee urbane automobilistiche, gestite da London Buses.
Dal Tower Millennium Pier, inoltre, è possibile fruire dei servizi fluviali di Londra gestiti da TfL.
- Stazione ferroviaria (Tower Gateway - Docklands Light Railway)
- Stazione ferroviaria (Stazione di Fenchurch Street - linee nazionali)
- Fermata autobus
- Molo fluviale (Tower Millennium Pier - London River Services)